# Montroty
Montroty (auch Mont-Rôty) ist eine französische Gemeinde mit 255 Einwohnern (Stand: 1. Januar 2022) im Département Seine-Maritime in der Region Normandie. Sie gehört zum Arrondissement Dieppe, zum Kanton Gournay-en-Bray und ist Teil des Kommunalverbands Quatres Rivières.

## Geographie
Montroty ist ein Wald- und Bauerndorf im Naturraum Pays de Bray. Es liegt 39 Kilometer östlich von Rouen. Montroty ist der südöstlichste Punkt des Départements Seine-Maritime und liegt nahe den Grenzen zu den Départements Oise und Eure.

### Nachbargemeinden
|                                            | Bosc-Hyons                            | Ernemont-la-Villette |
| Bézancourt                                 | Kompass                               | Neuf-Marché          |
| Bézu-la-Forêt (Arrondissement Les Andelys) | Martangy (Arrondissement Les Andelys) | Neuf-Marché          |

## Toponymie
Der offizielle Name der Gemeinde lautet Montroty, wie im Code INSEE festgelegt. Der Gemeinderat initiierte 2015 ein Verfahren, um den offiziellen Namen auf die im Ort übliche Bezeichnung Mont-Rôty zu ändern.

## Bevölkerungsentwicklung
Die Bevölkerungsanzahl ist durch Volkszählungen seit 1793 bekannt. Die Einwohnerzahlen bis 2005 werden auf der Website der École des Hautes Études en Sciences Sociales veröffentlicht.
| Jahr | Bevölkerungsanzahl |
| ---- | ------------------ |
| 1962 | 198                |
| 1968 | 178                |
| 1975 | 165                |
| 1982 | 198                |
| 1990 | 188                |
| 1999 | 207                |
| 2006 | 280                |
| 2015 | 298                |

## Sehenswürdigkeiten
Die Kirche Sainte-Madeleine stammt aus dem 18. Jahrhundert.